# Pace (Amara)
Pace è il secondo album in studio della cantautrice italiana Amara, pubblicato nel febbraio 2017.

## Tracce
1. Grazie – 3:19
2. Pace (feat. Paolo Vallesi) – 3:37
3. La terra è il pane – 3:22
4. C'è tempo (feat. Simona Molinari) – 5:01
5. Quando incontri la bellezza – 3:19
6. Ritagli – 3:57
7. Ci vuole fantasia – 3:21
8. Un altro sole – 2:51
9. Filastrocca d'amore – 1:31